# Margarita Belén

Estátuas memorial de guerra na cidade de Margarita Belén.

Margarita Belén é uma cidade da Argentina, localizada na província de Chaco.